# 53 Dywizja Strzelców
53 Dywizja Strzelców – związek taktyczny piechoty Armii Czerwonej okresu wojny domowej w Rosji i wojny polsko-bolszewickiej.

## Formowanie i walki dywizji
Sformowana w lutym 1919 jako 2 Pograniczna Dywizja Strzelców, a w sierpniu 1919 przemianowana na 53 Pograniczną Dywizję Strzelców. Od stycznia 1920 jako 53 Dywizja Strzelców. 
Od czerwca 1919 walczyła na Litwie i Białorusi na froncie polskim. W październiku 1919 część dywizji wzięła udział w przeciwnatarciu nad Dźwiną, a jej 2 i 3 Brygady Strzelców w tym czasie walczyły z wojskami Judenicza. W styczniu 1920 dywizja weszła w skład Frontu Zachodniego. Podczas pierwszej ofensywy Tuchaczewskiego osłaniała prawe skrzydło 15 Armii, tracąc 60% stanu osobowego.
W składzie 4 Armii wzięła udział w drugiej ofensywie Tuchczewskiego. Jej oddziały dotarły do Sierpca i Włocławka nad Wisłą. 
1 sierpnia 1920 dywizja liczyła w stanie bojowym 1930 żołnierzy z tego piechoty 1760. Na uzbrojeniu posiadała 40 ciężkich karabinów maszynowych i 6 dział. 
14 sierpnia 1920 brała udział w walkach w okolicach Włocławka.
22 sierpnia wzięła udział w bitwie pod Szydłowem. Jej brygada piechoty uderzyła na Wyszyny i Wolę Szydłowską. Atak został zatrzymany ogniem dwóch kompanii 49 pułku piechoty wspieranych przez pociąg pancerny.
Zdemoralizowana piechota sowiecka mimo gróźb komisarzy nie chciała atakować. Zdesperowany Gaja Gaj na czele około dwóch szwadronów ruszył do szarży i tym porwał piechurów. Dwie polskie kompanie broniące Woli Szydłowskiej zostały zniszczone. Próbujące kontratakować na kierunku Woli Szydłowskiej 1 i 2 kompania I/49 pp zostały zmiażdżone masą wojsk bolszewickich. Jeńcy zabijani byli bagnetami i łopatkami saperskimi piechurów.
Meldunek sytuacyjny dowództwa 5 Armii z 22 sierpnia tak opisuje przebieg walki: 

Część 3 korpusu jazdy nieprzyjacielskiej w składzie około 1200 szabel, 3 armat, kilkudziesięciu km i 700 wozów z piechotą, co prawdopodobnie stanowiło skład całej 53 dyw. piech. sow., zaatakowała odcinek naszego 49 pp tj. wieś Wyszyny, a stamtąd Szydłowo. Po bardzo ciężkich walkach z własną 18 dyw. piech. i grupą pancerną mjr. Nowickiego udało się nieprzyjacielowi tak przeważającymi siłami rozbić własne dwa baony 49 pp, po czym zaatakował nieprzyjaciel Mławę od wschodu, został jednak z bardzo 7 wielkimi stratami odparty.[…] Skonstatowano, że kozacy kubańscy wymordowali 150 naszych żołnierzy 49 pp wziętych w dzisiejszych walkach do niewoli, znęcając się nad nimi w nieludzki sposób.

Dywizja próbowała przebić się na wschód wspólnie z 3 KK Gaja, uległa jednak demoralizacji. Jej resztki zostały internowane w Prusach Wschodnich.

## Struktura organizacyjna
Skład na dzień 1 sierpnia 1920:
- dowództwo dywizji
- 157 Brygada Strzelców
  - 470 pułk strzelców
  - 471 pułk strzelców
  - dywizjon artylerii
- 158 Brygada Strzelców
  - 472 pułk strzelców
  - 473 pułk strzelców
  - 474 pułk strzelców
  - dywizjon artylerii
- 159 Brygada Strzelców
  - 475 pułk strzelców
  - 476 pułk strzelców
  - 477 pułk strzelców
  - dywizjon artylerii
- pułk kawalerii

W tym dniu dywizja posiadała 3500 „bagnetów”, 259 „szabel”, 54 karabiny maszynowe, 22 3-calowe armaty dywizyjne wz. 1902.

## Dowódcy dywizji
- A.S. Głasko (II – VIII 1919)
- W.I. Akimow (IX 1919 – V1920)
- Aleksandr Tarasow-Rodionow (V – VI 1920)
- P.K. Szczerbakow (VI – VIII 1920)